# Opsion concolor
Opsion concolor är en tvåvingeart som beskrevs av Johannes Winnertz 1863. Opsion concolor ingår i släktet Opsion och familjen svampmyggor. Inga underarter finns listade i Catalogue of Life.